# Sígrid l'Altiva
Sígrid l'Altiva també coneguda com a Sígrid Storrada (nòrdic antic: Sigríð stórráða Tóstadóttir), va ser una reina escandinava l'autenticitat històrica de la qual es discuteix. Ella és mencionada com una figura apòcrifa.
Va néixer l'any 970, sent la menor dels dos fills de Miecislau I de Polònia, duc de Polònia, i de Dobrawa de Bohèmia, la seva primera esposa. Ella ha estat identificada com a Swietoslawa, Saum-Aesa, Gunhilda, germana de Boleslau I de Polònia, rei de Polònia. Se la confon freqüentment amb Gunhilda de Wendia, si és que realment van ser dues persones diferents, quelcom que actualment està en debat.

## Sagues nòrdiques
És un personatge que es troba present en moltes sagues i cròniques i podria ser la barreja de diversos personatges semblants de la protohistòria escandinava, donat que les sagues van ser escrites centenars d'anys després que els esdeveniments descrits en elles succeïssin.
L'any 980, quan ella tenia 10 anys, es va casar amb Èric el Victoriós, rei de Suècia, amb qui va tenir un fill, Olaf Skötkonung. Cinc anys més tard (985) Èric es divorcia d'ella i li regala, en compensació, la terra de Götaland.
L'any 988 es va casar en segones núpcies amb Svend I de Dinamarca, rei de Dinamarca i Noruega, emprant el seu nom escandinau Sigrid Storrada, i prenen el nom de Gunhilda després del casament. D'aquest matrimoni van néixer cinc filles, germanastres de Harald II de Dinamarca i de Canut II de Dinamarca.
Va morir l'any 1014, amb 44 anys, poc després de la mort del seu marit a Anglaterra, després d'haver conquerit aquest país cinc setmanes abans, l'any 1013.

## Heimskringla
Segons Snorri Sturluson, a Heimskringla, Sigrid era filla del cabdill Skagul Toste, un viking que va participar amb èxit a les incursions a Anglaterra i va percebre el danegeld.